# Richard Gordon (produttore)
Richard Gordon (Londra, 31 dicembre 1925 – Manhattan, 1º novembre 2011) è stato un produttore cinematografico britannico, famoso per aver prodotto diversi famosi film horror.

## Carriera
Fin da giovane, Gordon dimostrò un grande amore per i film. Mentre era a scuola, ha scritto articoli su questo argomento, pubblicati su riviste di fan club e organizzò una società cinematografica. La sua entrata nell'industria è stata ritardata da un periodo di servizio nella British Royal Navy, dal 1944 al 1946.
Nel 1947 Gordon e suo fratello Alex si trasferirono a New York City. Due anni dopo, all'età di 23 anni, Gordon creò la propria azienda, la Gordon Films, casa di distribuzione di film importati negli Stati Uniti. Tra i numerosi film che produsse, egli lavorò due volte con Boris Karloff.
Gordon morì al New York-Presbyterian Hospital il 1 novembre 2011. Soffriva da mesi di problemi cardiaci.

## Filmografia

### Produttore
- Man in the Shadow (1957) Non accreditato
- Curse of the Voodoo (1965)
- Laser X: operazione uomo (The Projected Man) (1966) Non accreditato
- Perché il dio fenicio continua ad uccidere? (Tower of Evil) (1972)
- Diario proibito di un collegio femminile (Horror Hospital) (1973)
- Il gatto e il canarino (The Cat and the Canary) (1978)
- Inseminoid - Un tempo nel futuro (Inseminoid) (1981)

### Produttore esecutivo
- Return to Glennascaul (1953) Cortometraggio
- La primula gialla (The Counterfeit Plan) (1957) Non accreditato
- Il terrore non ha confini (Escapement) (1958) Non accreditato
- Lo strangolatore folle (Grip of the Strangler) (1958) Non accreditato
- Fiend Without a Face (1958) Non accreditato
- Prima dell'anestesia (Corridors of Blood) (1958) Non accreditato
- Operazione Scotland Yard (The Secret Man) (1958) Non accreditato
- Il primo uomo nello spazio (First Man Into Space) (1959) Non accreditato
- L'ultima preda del vampiro (1960)
- Il mostro e le vergini (Devil Doll) (1964)
- S.O.S. i mostri uccidono ancora (Island of Terror) (1966) Non accreditato
- Naked Evil (1966) Non accreditato
- The Great Stone Face (1968) Documentario (non accreditato)
- Secrets of Sex (1970)

### Co-produttore
- Il generale del diavolo (Des Teufels General) (1955)
- Assignment Redhead (1956) Non accreditato
- West of Suez (1957) Non accreditato
- The Crooked Sky (1957) Non accreditato
- Kill Me Tomorrow (1957) Non accreditato

### Sceneggiatore
- Old Mother Riley Meets the Vampire (1952) Non accreditato

### Attore
- Diario proibito di un collegio femminile (Horror Hospital) (1973) Non accreditato